# 埃利亚斯·卡姆塞克·陈
埃利亚斯·卡姆塞克·陈（英語：Elias Camsek Chin，1949年10月10日—），帕劳政治人物。青年时代先后就读于夏威夷火奴鲁鲁的法林顿中学和夏威夷大学。之后在夏威夷电气研究所获电子工程技术专业AA学位。1997年至2000年任司法部长。2005年1月1日至2009年1月15日任帕劳副总统。